# Troglodytes (gênero)
Troglodytes é um gênero de pequenas aves passeriformes da família Troglodytidae. Estes pássaros tem em torno de 11–13 cm de comprimento.
Troglodytes são encontrados principalmente em habitats um pouco mais frios do que a maioria de seus parentes. A maioria das espécies é encontrada nas montanhas do México ao norte da América do Sul. Cinco espécies são encontradas em latitudes temperadas: A carriça de casa ocorre extensamente nas terras baixas tropicais e temperadas, mas freqüentemente é dividida em várias espécies. Até recentemente, acreditava-se que tinha uma ampla distribuição na América do Norte, Europa, Ásia e Norte da África, mas foi recentemente dividida em três espécies, das quais a carriça é a única de qualquer gênero encontrada fora do Novo Mundo. A Troglodytes cobbi das Ilhas Malvinas é outra espécie que tolera bem as condições adversas.

## Etimologia
Troglodytes do grego antigo τρωγλοδύτες "moradores das cavernas", de trogle (τρώγλη) "buraco" + dyein (δυειν) "para entrar". Em referência à tendência destas aves de entrar em pequenas fendas à medida que procuram comida.

## Espécies

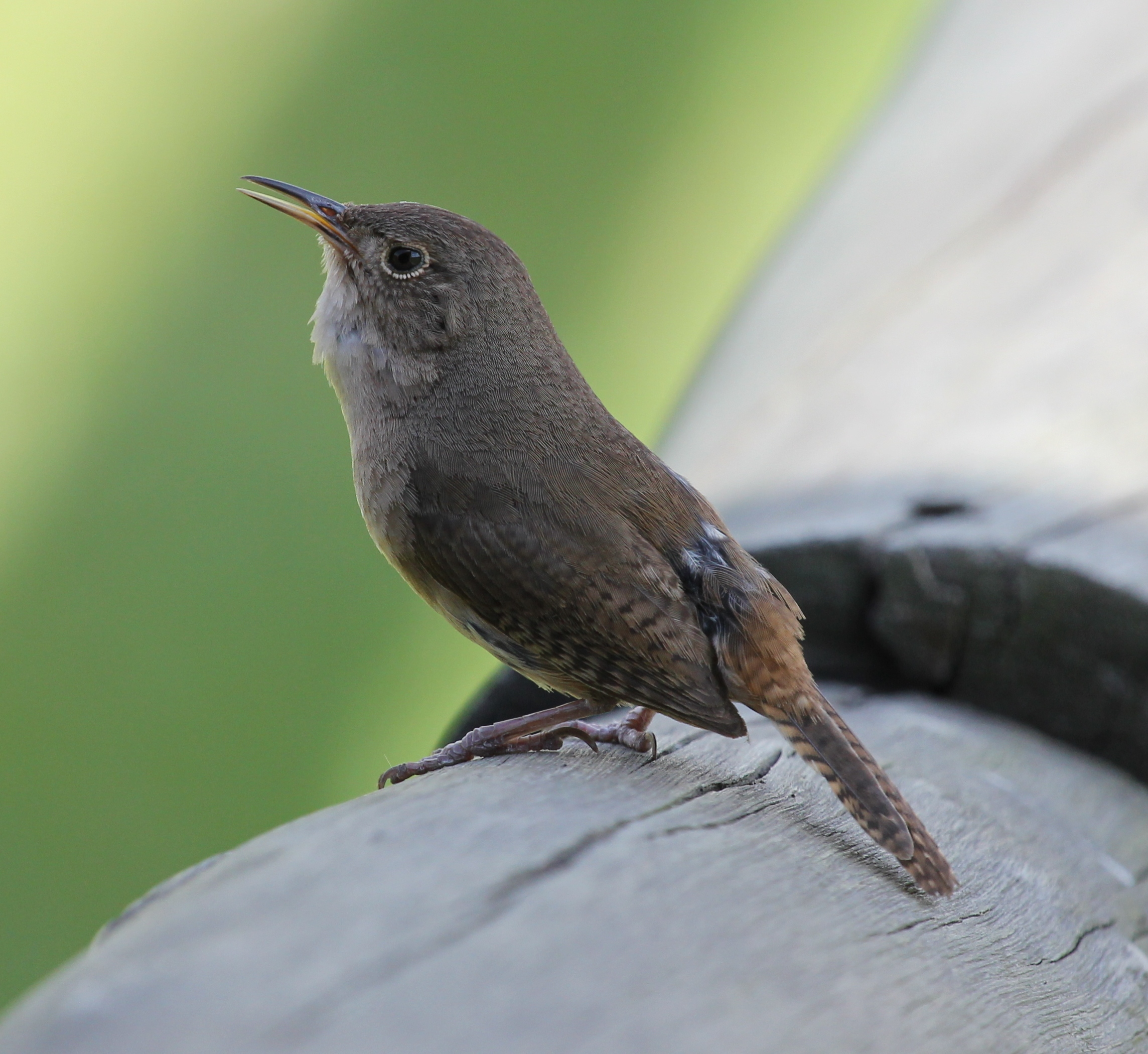
Troglodytes musculus

A taxonomia deste gênero é fonte de discussão.
- Troglodytes troglodytes
- Troglodytes hiemalis
- Troglodytes pacificus
- Troglodytes tanneri
- Troglodytes aedon
- Troglodytes musculus
- Troglodytes beani
- Troglodytes martinicensis
- Troglodytes mesoleucus
- Troglodytes musicus
- Troglodytes grenadensis
- Troglodytes cobbi
- Troglodytes sissonii
- Troglodytes rufociliatus
- Troglodytes ochraceus
- Troglodytes solstitialis
- Troglodytes monticola
- Troglodytes rufulus